# Asthenargellus
Asthernargellus é um gênero de aranhas da família Linyphiidae descrito em 1949. Engloba 2 espécies, que são encontradas na Quênia.